# أندريه نواك
أندريه نواك (بالبولندية: Andrzej Nowak)‏ هو مؤرخ بولندي، ولد في 12 نوفمبر 1960 في كراكوف في بولندا.

## Books
- فالاشر، ر. ر. ونواك، أ. (المحرران) (1994). الأنظمة الديناميكية في علم النفس الاجتماعي. سان دييغو: الصحافة الأكاديمية .
- نواك، أ. وفالاتشير، ر ر (1998). علم النفس الاجتماعي الديناميكي. نيويورك: مطبعة جيلفورد .
- ليبراند، دبليو، ونواك، أ، وهيجسلمان، ر. (المحررون) (1998). النمذجة الحاسوبية للعمليات الاجتماعية. نيويورك: ساج .
- كوليكوفير، ب. ونواك، أ. (2003). القواعد الديناميكية: الحد الأدنى، والاكتساب، والتغيير (أساسيات بناء الجملة). أكسفورد: مطبعة جامعة أكسفورد .